# Las Plazuelas, Guerrero
Las Plazuelas är en ort i Mexiko.   Den ligger i kommunen Acapulco de Juárez och delstaten Guerrero, i den södra delen av landet, 290 km söder om huvudstaden Mexico City. Las Plazuelas ligger 34 meter över havet och antalet invånare är 1 010.
Terrängen runt Las Plazuelas är kuperad åt nordväst, men åt sydost är den platt. Runt Las Plazuelas är det tätbefolkat, med 397 invånare per kvadratkilometer. Närmaste större samhälle är Acapulco, 11,2 km väster om Las Plazuelas. Omgivningarna runt Las Plazuelas är en mosaik av jordbruksmark och naturlig växtlighet.